# Dschiroft
Dschiroft (Jiroft) (persisch جیرفت, dʒiːˈɾoft) ist eine Stadt in der iranischen Provinz Kerman. Sie liegt 230 km südlich der Stadt Kerman und 1375 km südlich von Teheran. Die Bevölkerungszahl beträgt 209.746. In früherer Zeit war auch der Name Sabzewaran gebräuchlich. Der Umstand, dass die Umgebung sehr fruchtbar ist, hat ihr Bekanntheit als Hend-e Kutschek (Klein-Indien) beschert.
Dschiroft liegt auf einer großen Ebene, der Halil Rud, auf dem südlichen Ausläufer der Bariz-Gebirgskette und ist von zwei Flüssen umgeben. Die mittlere Höhe der Stadt beträgt 650 m.
Das Klima ist im Sommer sehr heiß und im Winter moderat. Lediglich in den höheren Regionen des Bariz-Gebirges wird es kalt.

## Archäologie in Dschiroft

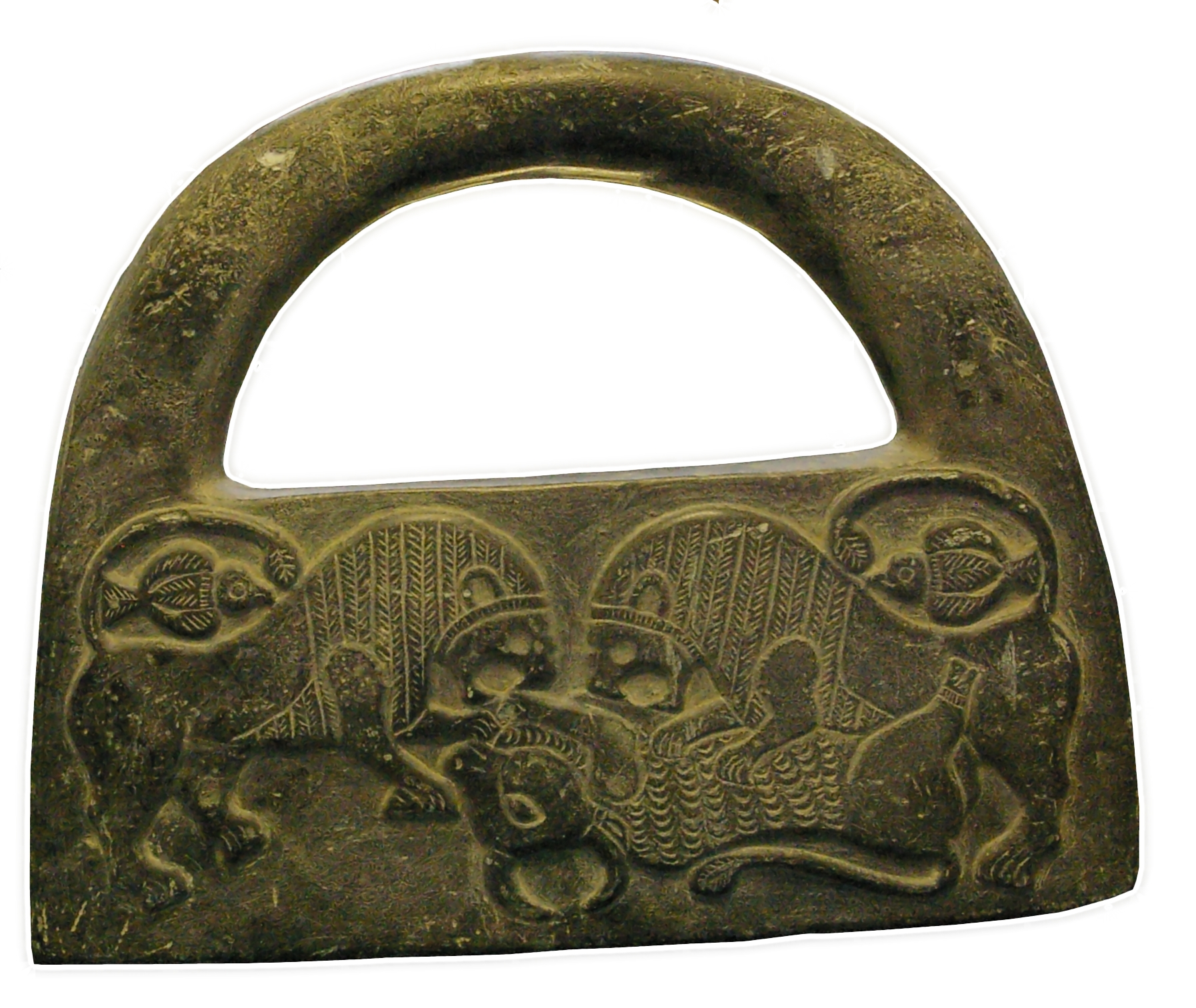
Steingewicht, Dschiroft (3. Jtd. v. Chr.), Aserbaidschan-Museum

Dschiroft wurde in jüngerer Zeit unter Archäologen bekannter, als die iranische Kulturorganisation verlauten ließ, die Überreste einer jahrtausendealten Stadt bzw. eines Königreiches in der Nähe von Dschiroft entdeckt zu haben. Auf einem Ausgrabungsgelände Konar Sandal, das nahe dem gleichnamigen Dorf und etwa 12 Kilometer südlich Dschirofts entfernt liegt, wird (Stand 2010) eine Vorgängerstadt von Dschiroft erforscht. Die iranischen Experten sprechen bereits von der Dschiroft-Kultur, die ein Bindeglied zwischen der Indus-Kultur und dem alten Sumer im 3. Jahrtausend v. Chr. darstellt. Manche sehen darin aufgrund der Fundsituation von Keramiken das mythische Aratta, die in den Keilschrifttexten genannte Herkunftsstadt der Sumerer.
Einen neuen Forschungshöhepunkt für die Region lieferte die Entdeckung einer Höhle oberhalb der Stadt, die Überreste angeblich pflanzenessender Menschen aus der Steinzeit enthielt. Die Fundstelle wird mittlerweile als Pid-Nekoupieh bezeichnet.